# Erigeron candidus
Erigeron candidus là một loài thực vật có hoa trong họ Cúc. Loài này được Widder mô tả khoa học đầu tiên năm 1932.